# Rodersdorf
Rodersdorf ist eine politische Gemeinde im Bezirk Dorneck des Kantons Solothurn in der Schweiz.

## Geographie

Luftbild (1950)

Rodersdorf liegt im Nordwesten der Schweiz, direkt an der Grenze zu Frankreich. Das Gemeindegebiet ragt auffällig weit in das französische Staatsgebiet (Elsass) hinein: 88 Prozent der Gemeindegrenze sind gleichzeitig Schweizer Staatsgrenze. Das Dorf befindet sich ferner mit einigen weiteren Dörfern im solothurnischen Leimental, einer Exklave des Kantons Solothurn, die auf Schweizer Seite vom Kanton Basel-Landschaft umschlossen ist. Weil Rodersdorf direkt an einem Hügel des Jura-Nordfusses liegt, musste die Tramlinie nach Rodersdorf durch Frankreich geführt werden (siehe Verkehr). Von der Gemeindefläche entfielen 2014 14 % auf Siedlungen, 31 % auf Wald und Gehölze, 54 % auf Landwirtschaft und etwas weniger als 1 % auf unproduktives Land.
Rodersdorf grenzt an die französischen Gemeinden Biederthal, Oltingue, Liebenswiller, Leymen sowie das solothurnische Metzerlen-Mariastein.

## Verkehr
Die Tramlinie 10 der BLT (Baselland Transport AG) fährt bis zur Endstation Rodersdorf. Die Linie 10 gilt, nach der belgischen Kusttram, seit 1986 als die zweitlängste Tramlinie Europas. Da sie geographisch bedingt ein paar Kilometer durch Frankreich fährt und dort den Bahnhof Leymen bedient, gilt sie als längste internationale Tramlinie. Vormals hatte die BLT die Vorortsbahn als Linie 17 betrieben. Da die Eisenbahnlinie heute mit Tramzügen befahren wird, musste an der Endstation eine Wendeschlaufe gebaut werden. Deutschland, zu dem das Elsass damals gehörte, hat 1910 dem Bau einer meterspurigen Eisenbahnlinie, der Bahnstrecke Basel–Rodersdorf, nur unter der Bedingung zugestimmt, dass auch in Leymen eine Station gebaut wird. Auch mit dem Auto fährt man am kürzesten durch Frankreich, die Route über Metzerlen stellt einen Umweg dar.

## Schule
In Rodersdorf gibt es eine Primarschule und einen Kindergarten. Die Primarschule begleitet die Schulkinder durch ihre ersten 6 Schuljahre, danach kommen diese ins Oberstufenzentrum Leimental (OZL) in Bättwil, wo sie dann zusammen mit anderen Kindern aus leimentaler Gemeinden zur Schule gehen. Das OZL ist schnell mit Bus und Tram erreichbar, ein Jahresabonnement wird den Kindern von den jeweiligen Gemeinden zur Verfügung gestellt. Dank eines Abkommens mit der Stadt Basel können die Kinder, nachdem sie ihr 9. Schuljahr am OZ-Leimental abgeschlossen haben, in die Basler Gymnasien oder aber auch an das basellandschaftliche Gymnasium Oberwil wechseln, um dort die Matur abzuschliessen.
Mit der interkantonalen Vereinbarung über die Harmonisierung der obligatorischen Schule, Harmos, dauert die Primarschule nun 6 Jahre.

## Geschichte
Über zwei Dutzend Steinbeile in den regionalen Sammlungen bezeugen, dass Menschen schon im Neolithikum in der Gegend waren. Anlässlich des Gasleitungsbaus wurde im Jahre 2000 auf einer Strecke von ungefähr hundertachtzig Metern Keramik aus der mittleren Bronzezeit gefunden.
Aus dem Übergang von der Bronze- zur Eisenzeit stammt ein Brandgrab im heutigen Siedlungsgebiet.
In den vergangenen Jahren wurde im Dorfkern das Herrenhaus eines römischen Gutshofes entdeckt und zum Teil ausgegraben. Gleichzeitig stiess man unterhalb der heutigen Siedlung auf die Spuren einer römischen Schmiede mit über einer Tonne Schmiedeschlacken und auf die Fundamente eines gallorömischen Tempelchens. Unterhalb der Schmiede fanden sich die Spuren einer römischen Wassermühle, der dritten auf Schweizer Boden. Streufunde im ganzen Siedlungsgebiet lassen auf eine grössere Anlage schliessen.
Im Gebiet des gallorömischen Tempels fand sich ein frühmittelalterlicher Friedhof. Über sechzig Gräber wurden archäologisch untersucht. Sie stammen aus dem 6. und 7. Jahrhundert und wiesen in der Mehrzahl Beigaben aus. Die Grabungen sind noch nicht ausgewertet. Ein weiterer frühmittelalterlicher Friedhof fand sich in den Fundamenten der römischen Herrenhauses.
Im Hochmittelalter scheint um 1150 ein hochadeliges Geschlecht von Biederthan (aus Biederthal, im Oberelsass) auf. Sein Besitz wurde aber 1168 von Kaiser Barbarossa den Habsburgern übereignet. Ob das Geschlecht erlosch oder ob die Biederthaner den Übergang vom locker regierten Hochburgund zum straffer organisierten Reich nicht akzeptieren wollten? Jedenfalls wird 1197 ein Rittergeschlecht von Biederthan zusammen mit den ihnen Verwandten Rittern von Ratolsdorf (Rodersdorf) erwähnt. In der nächsten Generation zweigte sich die Nebenlinie von Rapperch – später Rotberg – von den Ratolsdorfern ab.
Die Ratolsdorfer fand man fortan in habsburgischen Diensten im Elsass, unter anderem als Landvögte, bis sie um 1440 ausstarben. Die Rotberger traten als Dorfherren über Rodersdorf in ihre Fussstapfen. Im 15. Jahrhundert hatte die Gegend unter den Spannungen zwischen der österreichisch gesinnten Ritterschaft, den Städten und den Eidgenossen zu leiden (Mörsberger). Die Überreste des um 1440 in diesen Wirren aufgegebenen Dorfs Biedersdorf/Bisisdorf wurden anlässlich des Gasleitungsbaus von 2000 im heutigen Gemeindegebiet von Rodersdorf entdeckt. Die Rotberger verkauften dann 1515 das Reichslehen Rotberg und ihr von Habsburg abhängiges Allod Rodersdorf samt dem Leihauser Hof den Solothurnern. Damit war Rodersdorf solothurnisch und gleichzeitig eidgenössisch geworden.

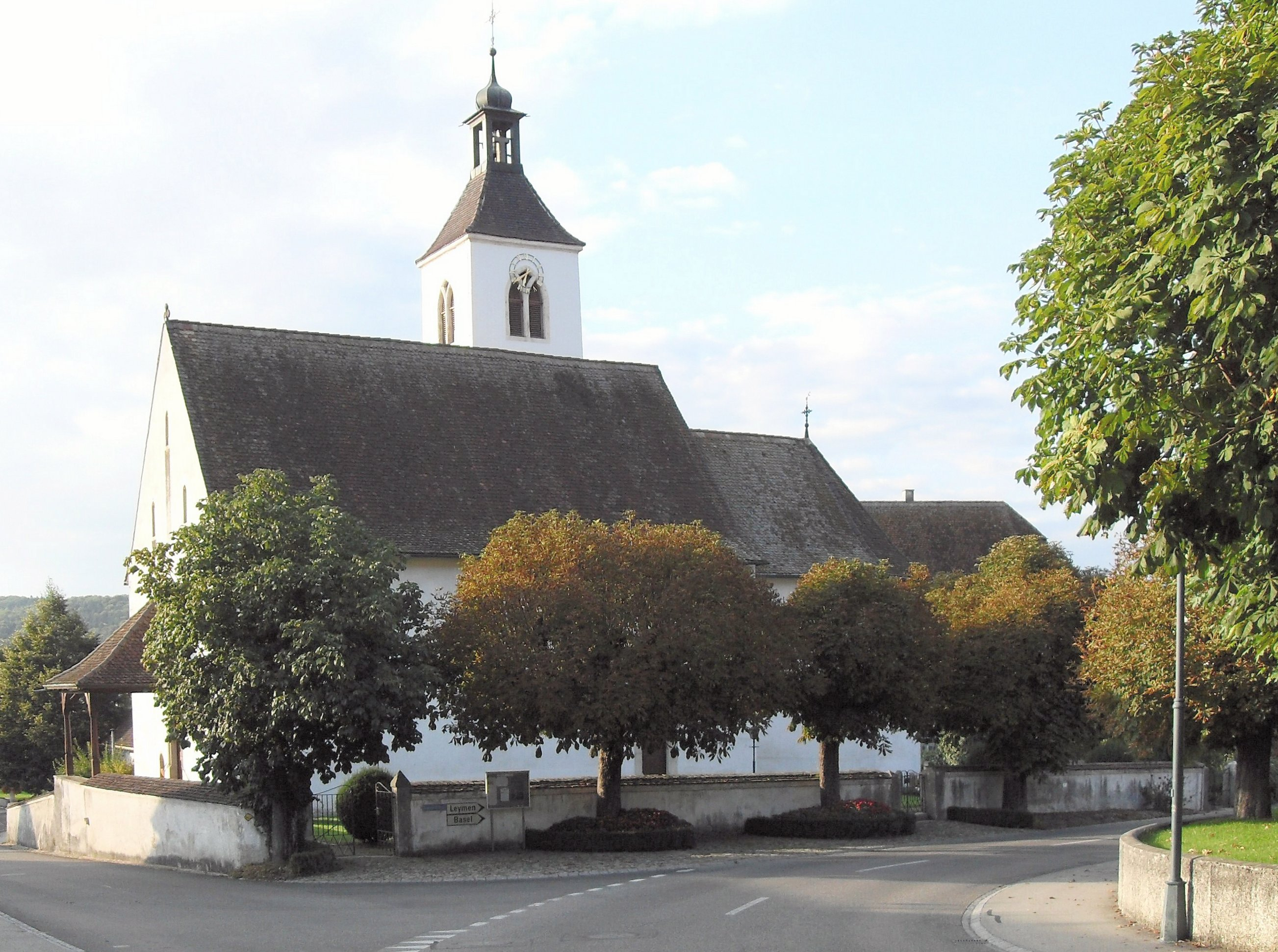
Südostseite der Kirche

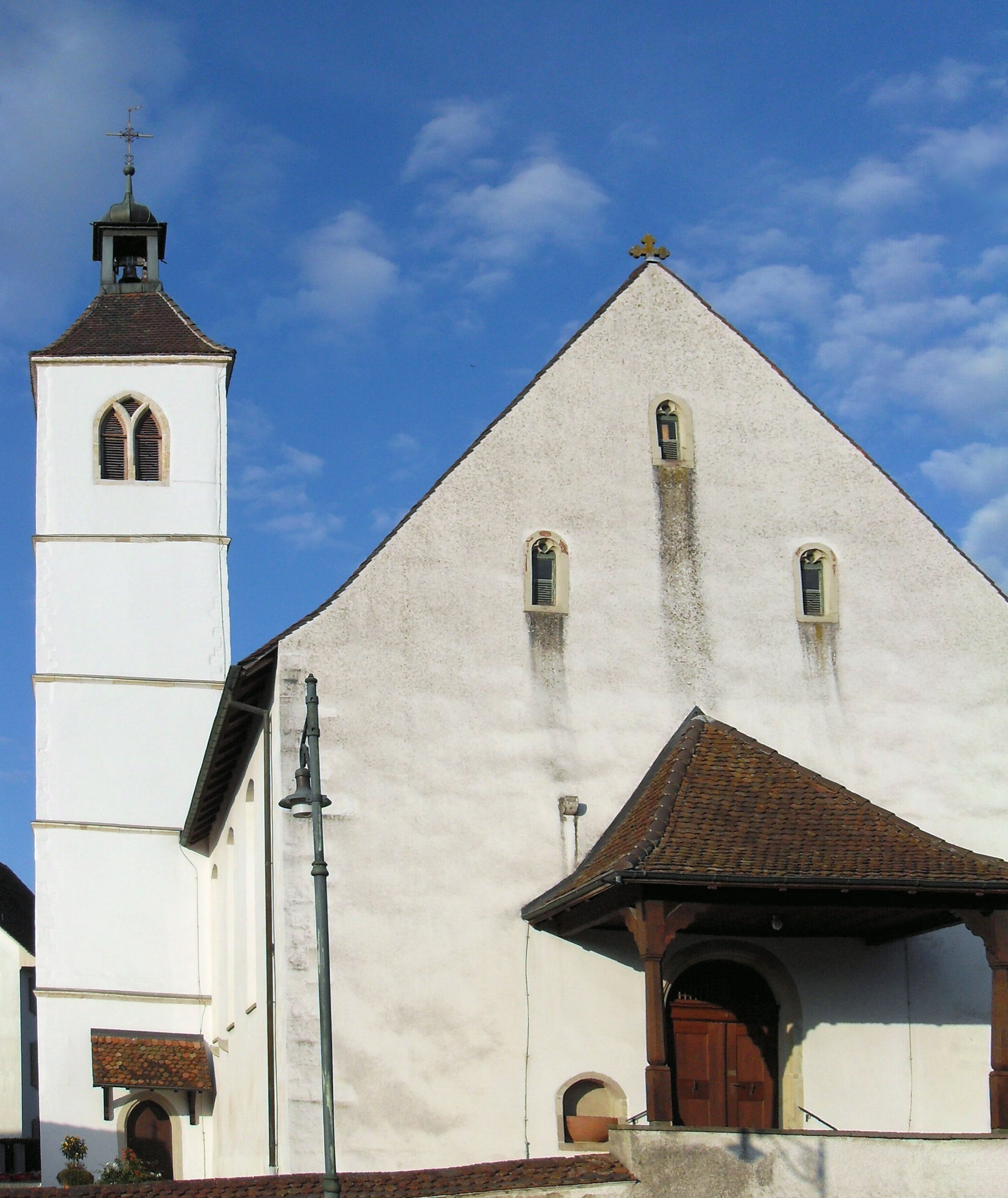
Südwestseite der Kirche

Zu den kirchlichen Verhältnissen: Rodersdorf bildete mit den Gemeinden Biederthal, Liebenswiller und Burg ein Kirchspiel. Biederthal war habsburgisch, Liebenswiller ebenfalls, unterstand jedoch, wie das fürstbischöfliche Burg, den Herren von Wessenberg. Nach dem Dreissigjährigen Krieg fielen Biederthal und Liebenswiller 1648 an Frankreich. Fortan versammelten sich in der Pfarrkirche von Rodersdorf die solothurnischen Rodersdorfer, die französischen Bidertahler und Liebenswiller und die bischöflichen Burgthaler.
Im Gegensatz zu den anderen Dörfern des Kirchspiels wurde Rodersdorf im Dreissigjährigen Krieg zwar von Kriegsparteien bedrängt und geschädigt, kam jedoch relativ ungeschoren davon. 1643 wurde der heute noch bestehende Pfarrhof neu gebaut, 1670 bis 1680 erhielt die Kirche ihre heutige Grösse.
Die Französische Revolution brachte das Ende des Kirchspiels. Der ganze Oberrhein wurde vom Bistum Basel abgetrennt und zu Strassburg geschlagen und folglich wurden 1804 auch die ausländischen Pfarreien von Rodersdorf abgetrennt. Überhaupt wurde das solothurnische Leimental von den Franzosen auch politisch beansprucht. Die Abtrennung wurde jedoch nie vollzogen und es gelang, die seit 1792 ganz von Frankreich eingeschlossene Enklave in die neue Ordnung hinüber zu retten, wo Rodersdorf mit dem nachfolgenden liberalen Umbruch zur teilautonomen Gemeinde heutigen Zuschnitts wurde.
1977 feierte Rodersdorf sein 700-jähriges Bestehen, 2027 wird es seine 750-Jahr-Feier abhalten.
Im Jahre 2002 war Rodersdorf die erste Gemeinde der Schweiz, die E-Government einführte, und 2003 gewann die offizielle Website von Rodersdorf einen Medienpreis für die beste Gemeinde-Homepage der Schweiz. 2023 erhielt Rodersdorf die Auszeichnung "Kinderfreundliche Gemeinde nach UNICEF", 2024 das Label "Altersfreundliche Gemeinde nach Pro Senectute".

## Bilder

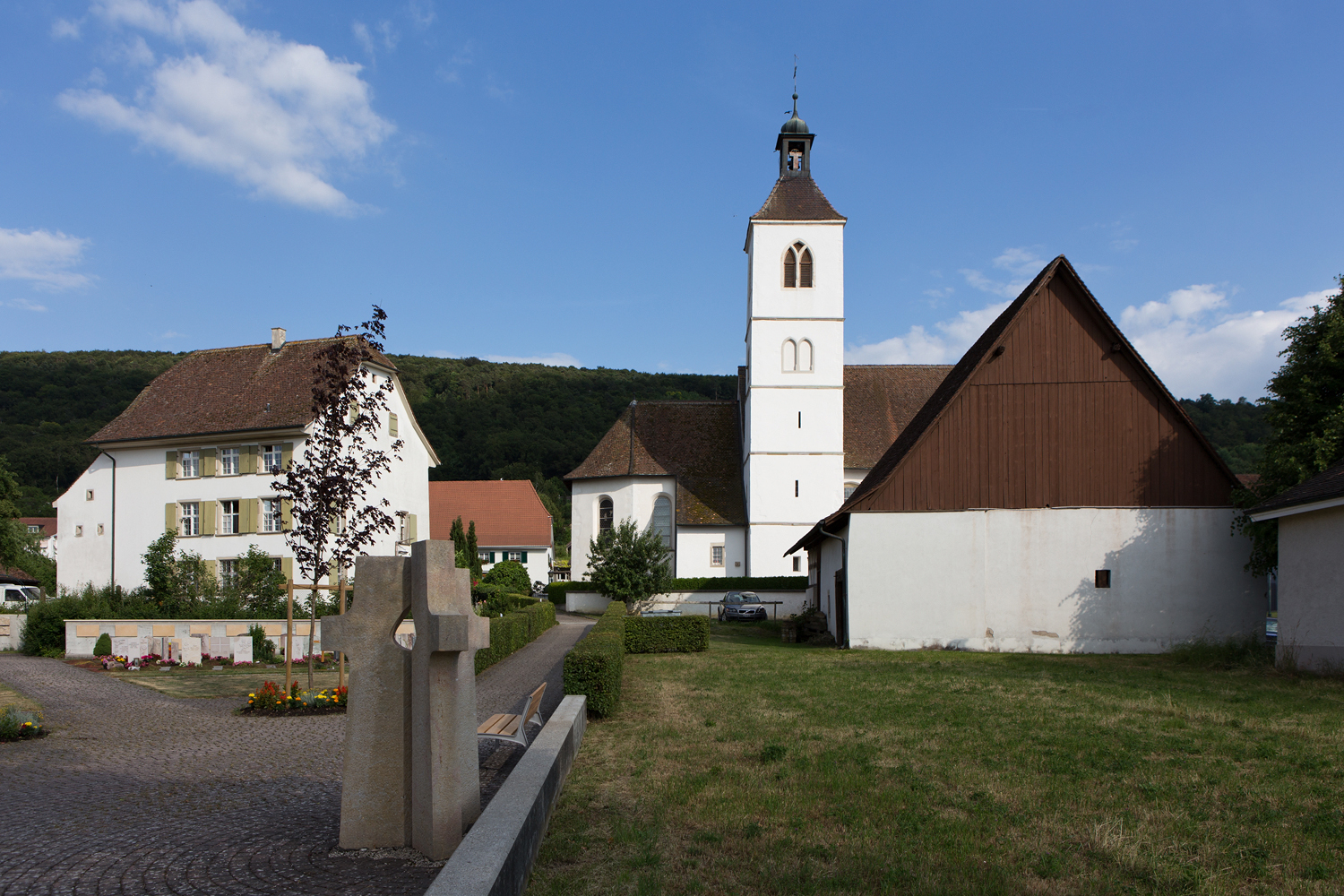
Kirchareal
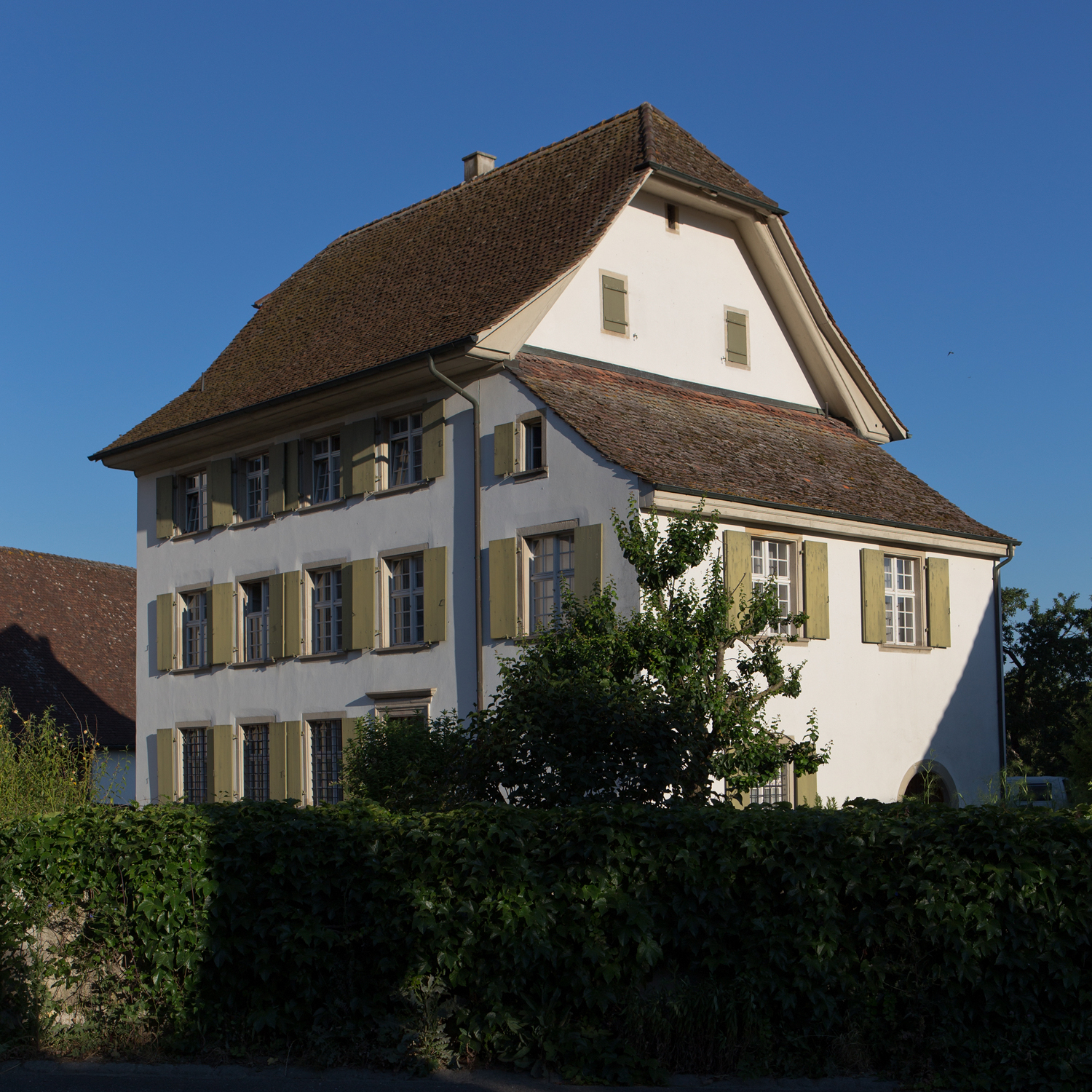
Pfarrhaus
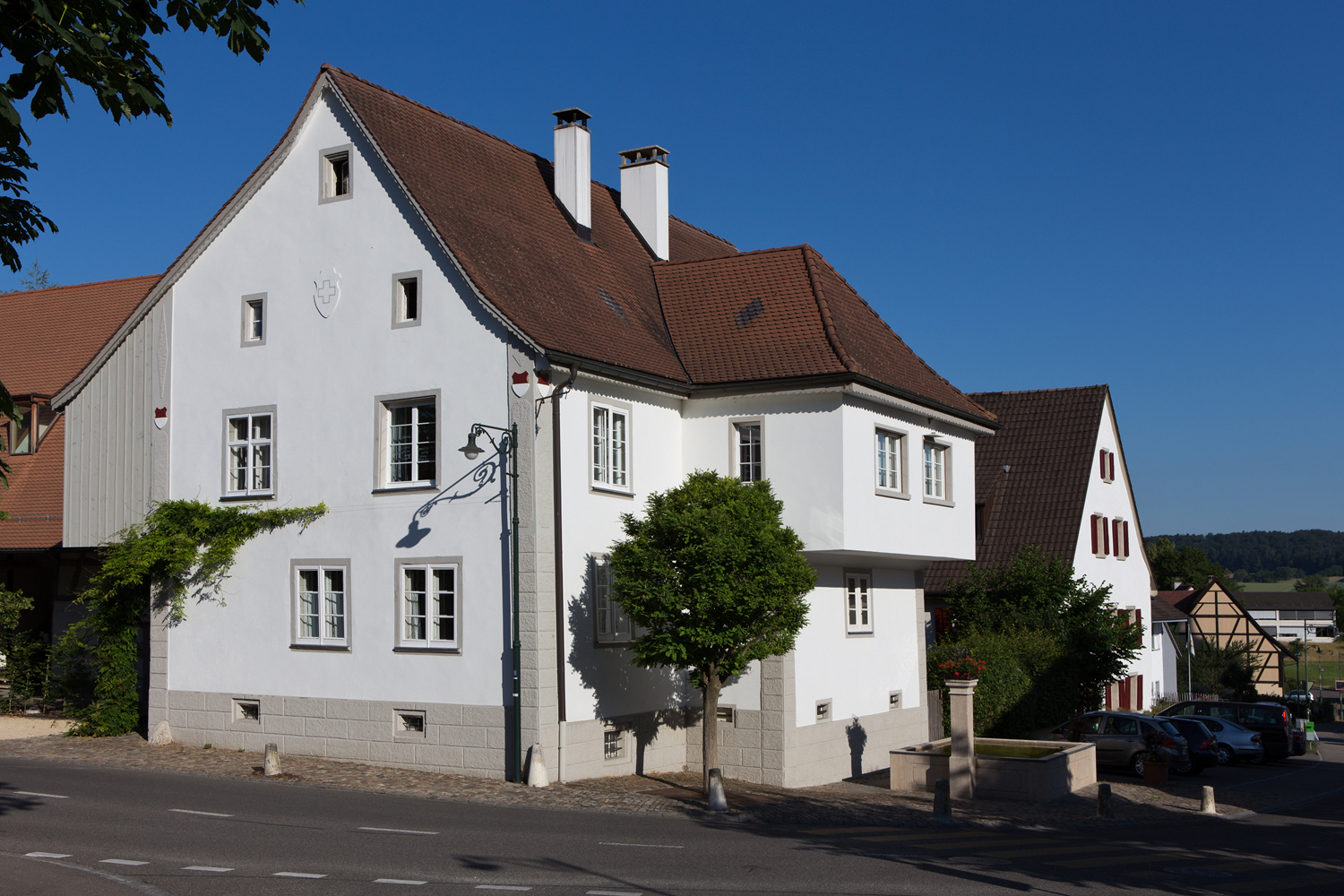
Ehem. Gasthof Engel
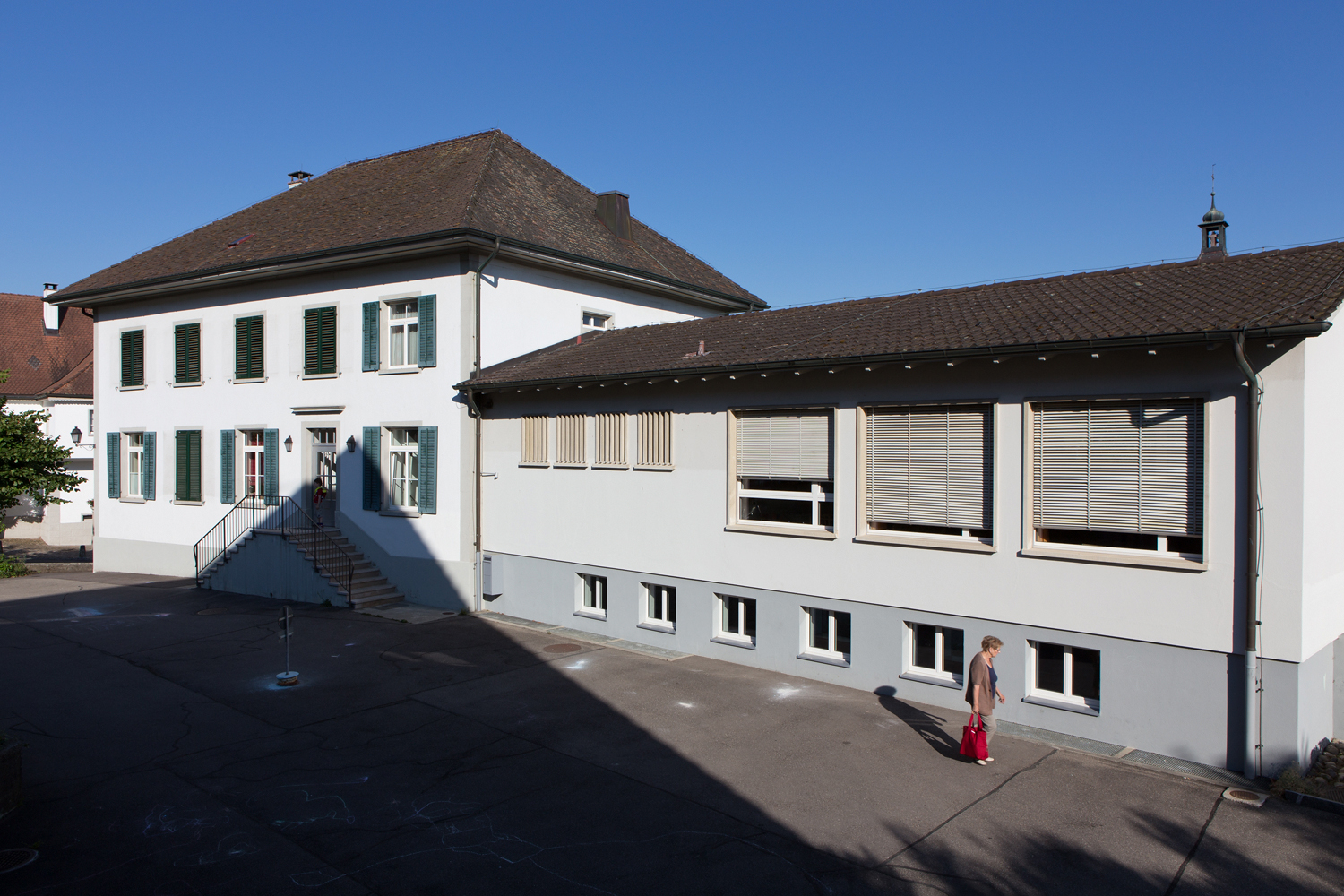
Gemeindeverwaltung
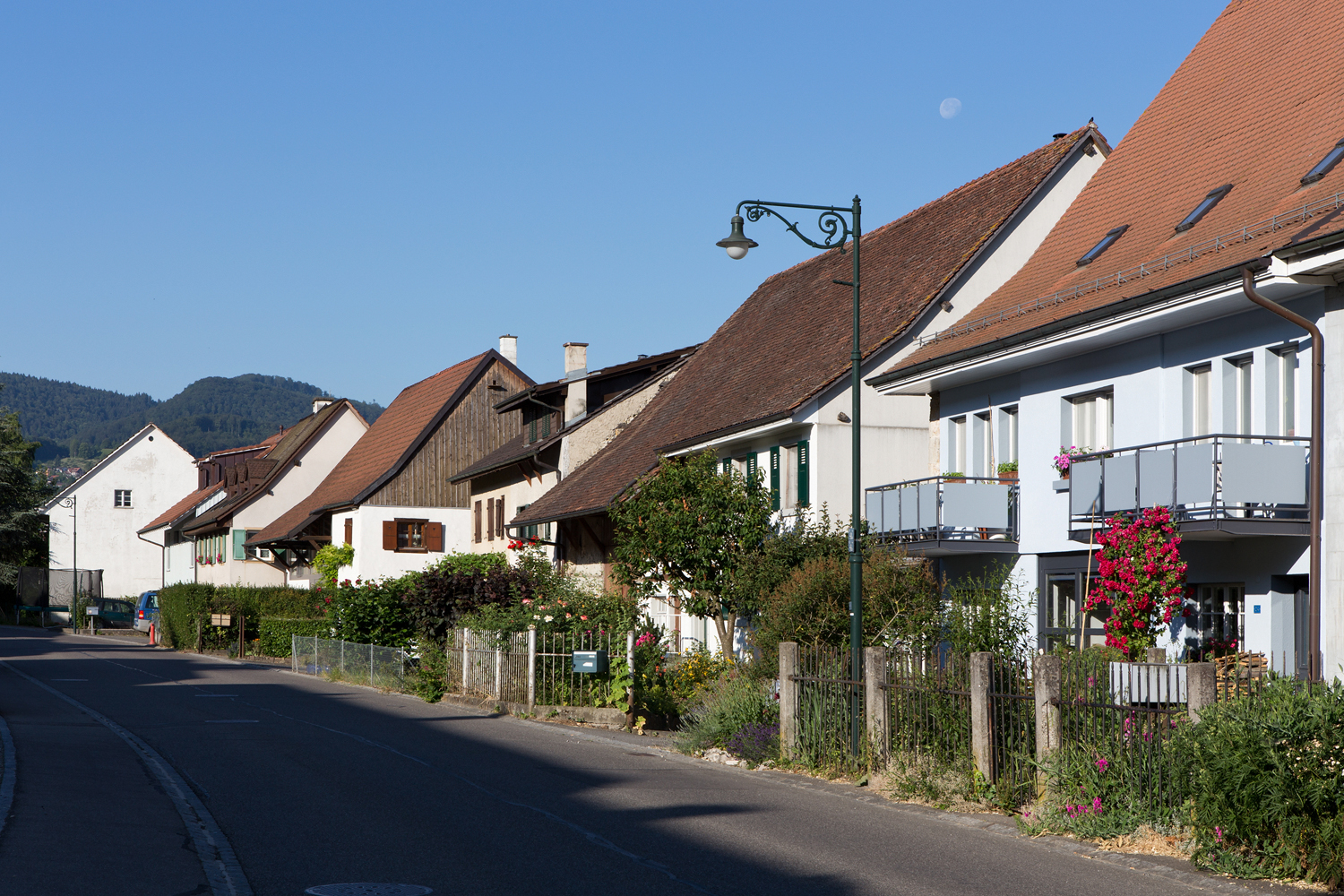
Biederthalstrasse
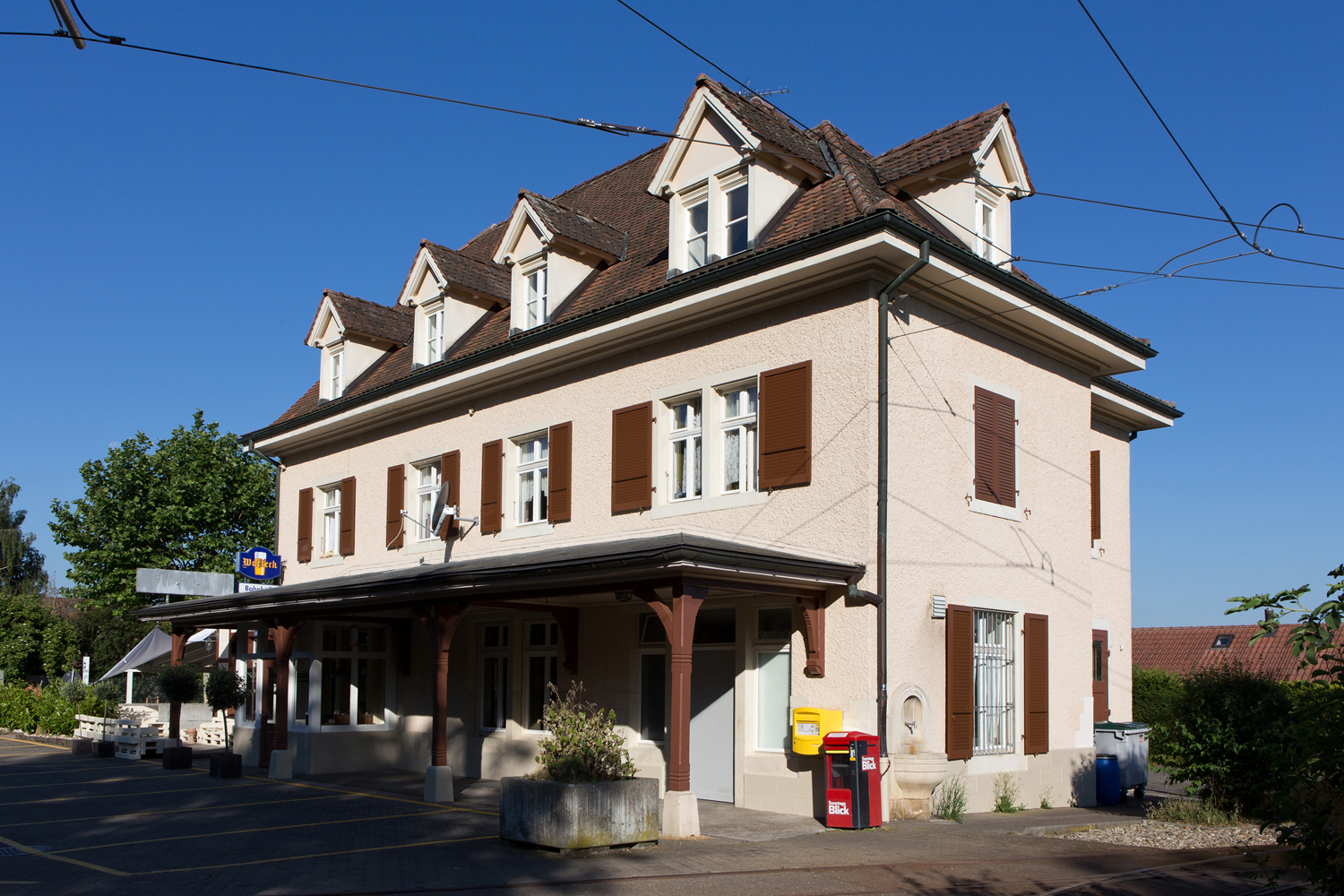
BLT-Endstation
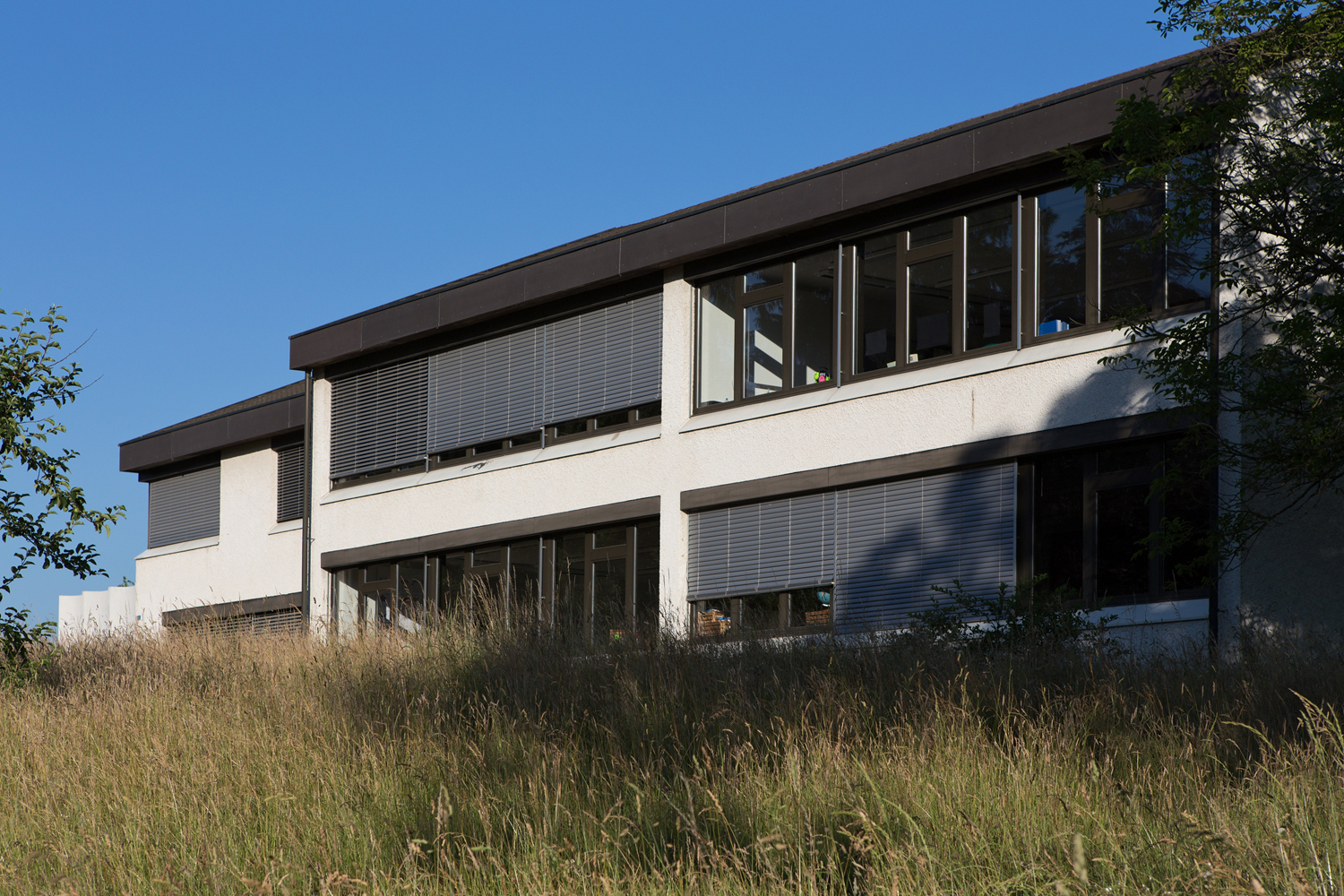
Primarschulhaus
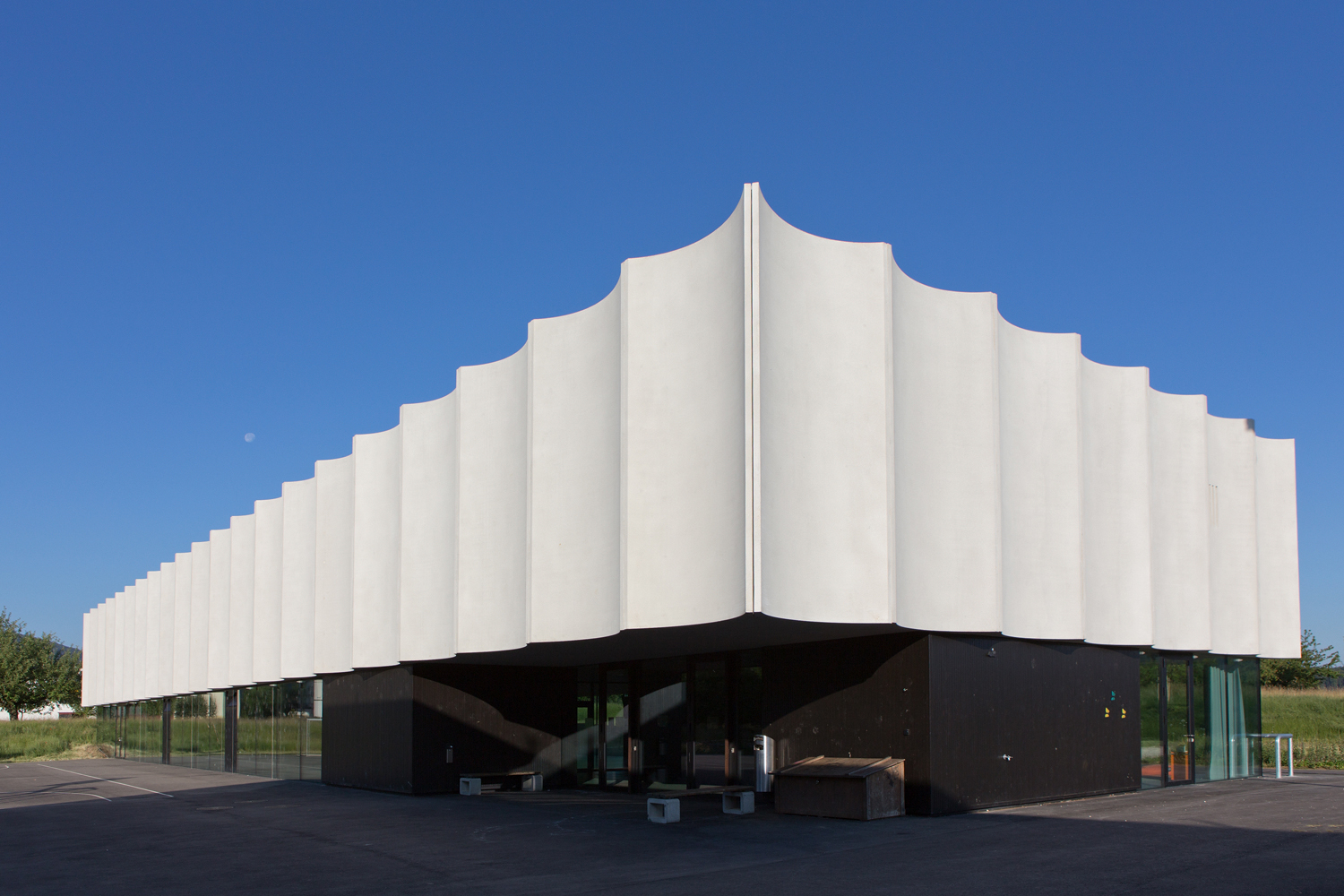
Turnhalle

## Persönlichkeiten
- Josef Bernhard Altermatt[5] (* 27. März 1722 in Rodersdorf; † 28. März 1811 in Rodersdorf), Erbauer des Altermatthofs in Rodersdorf
- Imma Grolimund (1872–1944), Schriftstellerin, geboren in Rodersdorf

## Wappen
Blasonierung
Gespalten von Rot und Weiss mit zwei abgewendeten geschuppten, gebogenen Fischen in gewechselten Farben. Das Wappen lehnt sich an dasjenige der Grafen von Pfirt an

## Politik
- SP: 3
- CVP: 1
- FDP: 1
- ZFR: 2

Die Parteien SP, Zämmestoh-für-Rodersdorf und Gut-Bürgerlich-Rodersdorf (GBR) verfügen in Rodersdorf über je eine örtliche Sektion. Die SVP ist über die Kreispartei Leimental aktiv.
Im Januar 2021 hat sich mit Zämmestoh-für-Rodersdorf (ZFR) eine neue politische Gruppierung gegründet. Bei ihrer ersten Gemeinderatswahlen hat sie auf Anhieb zwei Sitze gewonnen mit den zwei besten Wahlresultaten. Sie stellte mit Thomas Bürgi den Gemeindepräsidenten. Bei den Gemeinderatswahlen 2025 konnte ZFR nochmals einen Sitz dazugewinnen und gewann erneut in stiller Wahl das Gemeindepräsidium.
Der Gemeinderat (Exekutive) setzte sich in der Legislaturperiode 2021–2025 aus sieben Mitgliedern zusammen (3 SP, 1 FDP, 1 CVP, 2 ZFR). In der Legislaturperiode 2025–2029 besteht der Gemeinderat aus sieben Mitgliedern (3 SP, 3 ZFR, 1 GBR).